# 達勃期
達勃期（琉球語：／  ?；？—1414年？）是琉球國三山時代南山王國第2代國王汪英紫的長子，第3代國王汪應祖的長兄，東風平按司。
達勃期在永樂十二年（1414年，汪應祖十一年）發動叛亂，殺汪應祖，自立為王。各地按司隨即起兵誅滅了達勃期，立汪應祖的長子他魯每為王。

## 家族
- 父：汪英紫
- 母（不詳）
- 弟：汪應祖
- 子：三五郎尾